# Ropalomera guimaraesi
Ropalomera guimaraesi är en tvåvingeart som beskrevs av Prado 1966. Ropalomera guimaraesi ingår i släktet Ropalomera och familjen Ropalomeridae. Inga underarter finns listade i Catalogue of Life.